# 孟夜
孟夜（1988年1月30日—），出生于北京市，中国足球运动员，司职中场。孟夜在北京市八一中学读初三时被中国教育电视台《金牌之路》节目选中，派往西班牙足球甲级联赛马德里竞技俱乐部试训三个月，引发中国媒体关注；他随后先後在英冠谢菲尔德联及葡超波尔图试训。2006年至2007年成都谢菲联将他列入俱乐部参加中甲联赛的名单。不过，孟夜后来結束职业生涯，進入北京工业大学读书，代表学校参加五人制足球比赛。

## 生平
孟夜6岁接触足球。他的父亲孟驰原本是一所技校的教师，热爱足球。孟驰后来到一家河北的工厂工作，离开工厂时，孟驰考虑到父母病情，不再找工作。照顾父母之余，孟驰教儿子孟夜踢足球。孟驰凭借一盘《通往球星之路》的录像带，教会了孟夜基本足球技术。孟夜就读于北京市海淀区双榆树一小时加入了校队。期间，孟夜去人大附中三高足球俱乐部学习三年。他初中就读于有足球传统的北京市八一中学。孟夜的父亲和学校的教练约定，孟夜不参加学校组织的跑圈等田径训练，由孟夜的父亲安排孟夜的有球训练。读初中时，孟夜曾参加北京国安足球俱乐部的选拔。然而，孟驰对北京国安负责选拔的教练很失望，所以让孟夜放弃了最后的复试。孟夜还曾参加天津泰达等队的青年球员选拔，也没有被选中。
2003年初，孟夜临时加盟张引足球学校，随后参加中国教育电视台与《体坛周报》合作的《金牌之路》节目的选拔。2003年3月，为了让孟夜专心准备《金牌之路》节目选拔比赛，孟夜一家决定为他办理休学。这时他15岁，本来在读初三。经过四次选拔，孟夜最终被节目组选中。节目组原本计划送他去日本J联赛的一家俱乐部，但节目组和俱乐部谈判未果。节目组又想改为德国的慕尼黑1860俱乐部，但是谈判又失败了。最终，孟夜被派往西班牙足球甲级联赛马德里竞技俱乐部试训三个月。节目组原定让他10月份动身前往西班牙，但是出发日期因故改到了2004年2月。2003年10月的《体坛周报》报道，孟夜试训马德里竞技一事登上了《马卡报》头版。《足球》报的评论则认为，孟夜前往马德里竞技试训，只是马德里竞技开发中国市场的商业行为，3个月的短期训练并不在马德里竞技俱乐部的正常青训周期之内；商业赞助的青训模式非常普遍，例如日本的情况；孟夜不大可能在马德里竞技留下来。孟夜结束3个月的训练回国后，仍然由父亲孟驰训练。
2005年12月，孟夜再次出国训练，这次是去英冠谢菲尔德联试训半年，同行的还有张池明、姜骁宇、吕晶。由于英国的劳工证限制，四人不能参加英国正式联赛比赛。不过，谢菲尔德联队获得英足总的许可，他们可以作为俱乐部注册球员，以外援身份参加二线队的比赛，但是每周的比赛中只能有一人出场。回国后，孟夜来到成都足协的成都德瑞足球培训中心。2006年7月，孟夜上调成都五牛足球俱乐部一队，报名参加2006年中国足球甲级联赛，身穿36号球衣。2007年1月，孟夜赴葡超波尔图试训，但是没有结果。2007年中国足球甲级联赛中，成都谢菲联俱乐部再次为他报名，号码变成了32号。但是，孟夜没有出场的机会。2008年成都谢菲联U19、U17梯队组成香港謝菲聯，参加2008年－09年香港甲組足球聯賽，孟夜随队赴香港参赛。
孟夜后来淡出了职业足球，入读北京工业大学。他从2010年开始参加五人制足球比赛，代表北京工业大学参加了室内五人制中国足协杯、中国大学生五人制足球联赛等比赛，曾担任北京工业大学队队长。